# NSG Neustädter Binnenwasser
NSG Neustädter Binnenwasser este o arie protejată (arie specială de conservare — SAC, sit de importanță comunitară — SCI, arie de protecție specială avifaunistică — SPA) din Germania întinsă pe o suprafață de 277 ha, integral pe uscat.

## Localizare
Centrul sitului NSG Neustädter Binnenwasser este situat la coordonatele 54°07′00″N 10°48′07″E / 54.1167°N 10.8019°E.

## Înființare
Situl NSG Neustädter Binnenwasser a fost declarat arie de protecție specială avifaunistică în martie 1992 pentru a proteja 10 specii de animale. Alte tipuri de protecție:
- sit de importanță comunitară (în august 2000)
- arie specială de conservare (în ianuarie 2010)[1][3][4]

## Biodiversitate
Situată în ecoregiunea continentală, aria protejată conține 8 habitate naturale: Terase mlăștinoase și terase nisipoase neacoperite de apă la reflux, Lagune de coastă, Faleze cu vegetație de pe coastele atlantice și baltice, Pășuni atlantice udate de apa mării (Glauco-Puccinellietalia maritimae), Lacuri eutrofice naturale cu vegetație de tip Magnopotamion sau Hydrocharition, Pajiști cu Molinia pe soluri calcaroase, turboase sau argilos-nămoloase (Molinion caeruleae), Fânețe de joasă altitudine (Alopecurus pratensis, Sanguisorba officinalis), Păduri de fag Asperulo-Fagetum.
La baza desemnării sitului se află mai multe specii protejate:
- păsări (9): ciocârlie-de-câmp (Alauda arvensis), pescăruș albastru (Alcedo atthis), fâsă de luncă (Anthus pratensis), erete de stuf (Circus aeruginosus), lebădă de iarnă (Cygnus cygnus), sfrâncioc roșiatic (Lanius collurio), mărăcinar (Saxicola rubetra), fluierarul cu picioare roșii (Tringa totanus), nagâț (Vanellus vanellus)
- amfibieni (1): triton cu creastă (Triturus cristatus)

Pe lângă speciile protejate, pe teritoriul sitului au mai fost identificate 2 specii de amfibieni.